# 莫尔文
莫尔文（英語：Malvern）是位於英國伍斯特郡的一個溫泉鎮和民政教區。莫爾文位於莫爾文丘陵山腳下。據2011年人口普查，莫爾文有人口29,626人。小鎮的歷史開始於11世紀。

## 友好城市
- 法國 巴涅尔德比戈尔

## 外部連結
- Malvern Town Council web site （页面存档备份，存于）
- Visit The Malverns — Great Malvern
- Malvern Museum （页面存档备份，存于）